# Eric Barone
Eric Barone, também conhecido por seu pseudônimo ConcernedApe, é um desenvolvedor e designer de videojogos, artista, compositor e músico americano. Ele é principalmente conhecido por criar o jogo Stardew Valley.

## Infância e educação
Ele mudou-se para Seattle ainda jovem e mora lá até hoje. Barone adorou videojogos e computadores durante toda a sua infância. Ele mencionou que a franquia Harvest Moon é sua favorita quando criança.

## Carreira
Barone começou a desenvolver Stardew Valley em 2012 e lançou esse jogo em 2016. Foi elogiado por criar o jogo de forma totalmente independente. Ele fez tudo, como criar as personagens, escrever os diálogos, compor a banda sonora e animar cada pixel. Barone atualmente desenvolve o jogo com uma outra pessoa.
Barone anunciou que está a trabalhar em vários jogos novos com pelo menos um deles definido para se passar no mesmo mundo de Stardew Valley. Outro jogo em que ele está a trabalhar também está relacionado com Stardew Valley de alguma outra forma. Em fevereiro de 2021, Barone e o designer de jogos de tabuleiro Cole Meideros lançaram uma adaptação de Stardew Valley em forma de jogo de tabuleiro cooperativo chamada Stardew Valley: The Board Game.
Em uma entrevista de 2025, Barone afirmou que continua adicionando novos conteúdos a Stardew Valley enquanto também desenvolve Haunted Chocolatier. Ele mencionou que gosta de manter o jogo vivo e que pode até atualizá-lo daqui a décadas, dizendo: "Talvez daqui a 50 anos eu possa adicionar algo."